# Östergötlands runinskrifter SvK200;109
Ög SvK200;109 är en medeltida (senast 1200-talet) ristad sten av kalksten i Linköpings domkyrka, Linköping. Ristningen gjordes innan stenen murades in vilket framgår av att ristningen är vänd upp och ner.

## Inskriften
Translitterering av runraden:
s-n mikæ-
Normalisering till latin:
S[a]nct(?) Mikae[l](?)
Översättning till nusvenska:
Sankt? Mikael?